# Medaglia di Pier Candido Decembrio
La medaglia di Pier Candido Decembrio fu realizzata in bronzo dall'artista italiano Pisanello nel 1447-1448 e misura 8 cm di diametro. 

## Storia
Dopo aver coniato la celebre medaglia di Giovanni VIII Paleologo (1438), ristabilendo la tradizione di effigiare personaggi viventi come nelle monete dell'Impero Romano, Pisanello divenne molto richiesto dalle corti italiane, creando una ventina di medaglie. 
Pier Candido Decembrio, già segretario di Filippo Maria Visconti fu, dopo la sua morte (1447), tra i protagonisti della Repubblica Ambrosiana. Non è chiaro dove lo incontrò Pisanello, che in quel periodo si spostava tra le corti di Ferrara e di Mantova. La medaglia è citata in una lettera del 1448 indirizzata a Lionello d'Este.

## Descrizione
L'opera, dai chiari intenti celebrativi, è virtuosamente esente da una retorica troppo artificiosa, riuscendo a sottolineare l'autorità del personaggio con un misurato ricorso ad elementi decorativi.
Sul recto è effigiata di profilo il Decembrio in forma di busto fino alla spalla, girato a destra, vestito di un abito signorile con berretta. Lungo il bordo corre in doppia fila l'iscrizione CANDIDVS STVDIORVM HVM/ANITAS DECVS ("Candido, onore degli studi umanistici") tra rosette decorative.
Sul verso si vede un libro aperto su una roccia, con l'iscrizione LIBER SVM, dal motto "cogito et volo, ergo liber sum" (penso e voglio, dunque sono libero), e otto segnalibri che pendono. In alto corre lungo il bordo la firma dell'artista: OPVS PISANI PICTORIS ("opera del pittore Pisan[ell]o").